# Quincy, Washington
Quincy är en ort i Grant County i den amerikanska delstaten Washington. Vid 2010 års folkräkning hade Quincy 6 750 invånare.